# 日比谷野外音楽堂
日比谷野外音楽堂（ひびややがいおんがくどう、Hibiya Open-Air Concert Hall）は、東京都千代田区の日比谷公園内にある都立の野外音楽堂。大小二つの音楽堂があり、東京都立公園条例施行規則での正式名称はそれぞれ「日比谷公園大音楽堂」及び「日比谷公園小音楽堂」である。1905年（明治38年）に日本初の野外公会堂として音楽堂が完成し、その後1923年（大正12年）7月により大型の大音楽堂が完成したことで、先にできていた音楽堂は小音楽堂と呼ばれるようになった。
大音楽堂は「日比谷野音（やおん）」「野音」と略称・通称される。ステージ以外に屋根がなく、楽屋が狭いなど施設として不利な面もあるが、開放的な空間で「音がどこまでも飛んでゆく」という評価もあり、著名なミュージシャンのコンサートが多く開かれた。「音楽の聖地」「ロックの聖地」「フォークの殿堂」と呼ばれる。老朽化に伴い建て替えが予定されている。

## 大音楽堂
1923年（大正12年）に日本最初の大規模野外音楽堂として完成した。客席数は椅子2,653席、立見385席、車椅子対応15席。
東京23区内に野外でライブを開けて、しかも観客が3500人以上入るような会場自体はあまりなく、様々なアーティストのコンサートに使われるほか、毎年5月1日のメーデーや、市民団体の集会なども行われる。
日比谷公園内外への音響による影響を考慮し、音楽系イベントでの利用は土曜日、日曜日、休日に限定されている。2021年度までは4月から10月まで限定していた。音出しに関しては土曜は15時以降、日曜や休日は12時以降という制限がある。建て替えでは屋根を客席前方まで広げ、開放的な雰囲気は維持しつつ音漏れを減らす予定である。
使うには、著名人であっても予定日の1年前に行なわれる抽選に参加することが必要で、公平に決められる。

### 歴史
初代の大音楽堂は1923年（大正12年）7月に開設され、太平洋戦争（大東亜戦争）中の1943年（昭和18年）から一時休館する。戦後はGHQに接収されたが、接収解除後の1954年（昭和29年）8月に改築の上、2代目大音楽堂として再開した。老朽化が進行して1982年（昭和57年）から全面改築工事を行い、1983年（昭和58年）8月に3代目大音楽堂として完成し、現在に至る。
2006年（平成18年）4月1日から、日比谷公会堂とともに、東京都の指定管理者が管理している。
2023年（令和5年）4月～11月にかけて実施される「日比谷野外音楽堂開設100周年記念事業」のオープニングセレモニー「祝・日比谷野音100周年オープニングセレモニー」が同年4月15日に実行委員長を務める音楽プロデューサーの亀田誠治や実行委員の武部聡志、KREVA、東京都知事の小池百合子、警視庁音楽隊らが参加して行われた。
施設の老朽化のため2025年10月に休館し、東京都建設局の「都立日比谷公園再生整備計画」の一環として建て替えられる計画である。

### 主な公演
- 成毛滋の呼びかけによる10円コンサート[12]：1969年に入場料10円で開催され、本格的なロックイベントとしては日本初だった[6]。
- キャロルの解散コンサート炎上事件[11][12][9][15][16]：1975年。電飾が焼け落ちるハプニングが起きた[6]。
- キャンディーズの解散宣言[11][12][15]：1977年7月のライブ終盤で突然行なわれ、伊藤蘭の「普通の女の子に戻りたい」発言が流行語になった[6]。
- 尾崎豊のステージ飛び降り骨折事件[12][15]
- 岡林信康のライブ
- Johnny, Louis & Charが無料コンサートを行い、1万4千人を動員した。
- 1987年4月19日にLAUGHIN' NOSEのライブ中に、ステージへ詰め掛けたファンが将棋倒しとなり死傷者が出る事故が発生（ラフィンノーズ公演雑踏事故）。LAUGHIN' NOSEは責任からしばらく活動を停止したが、ファンの声援で再開した[6]。
- 1987年からSHOW-YAの提唱により、女性ミュージシャンのみによるフェス「NAONのYAON」も開催されている[12]。
- 2代目音楽堂の最終催事は萩原健一のコンサートだった。

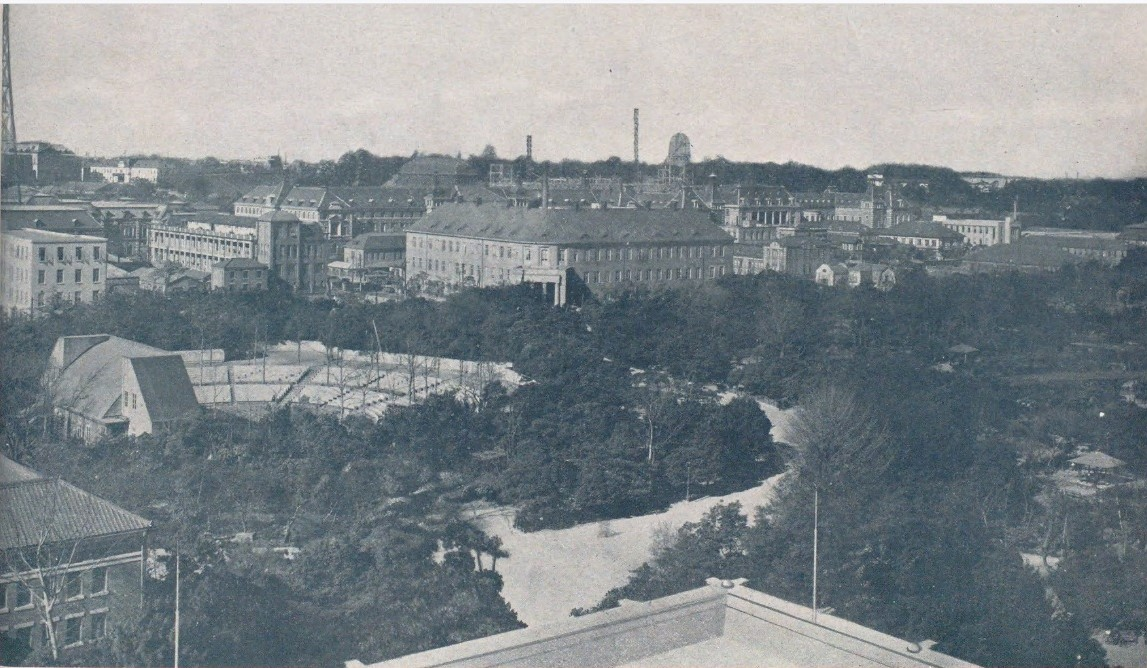
昭和初期の大音楽堂（中央）
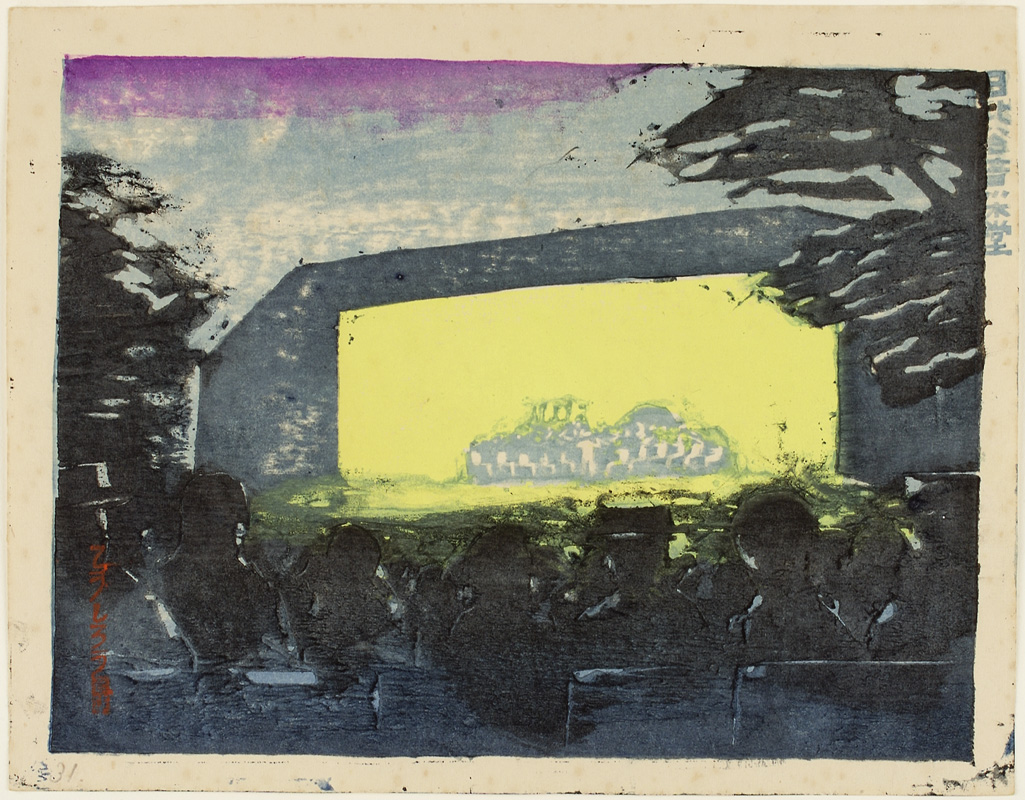
恩地孝四郎『日比谷音楽堂』（1930年）

## 小音楽堂
日本初の野外音楽堂として1905年（明治38年）に完成し、軍楽隊による演奏が行われた。1923年（大正12年）9月の関東大震災で倒壊したが後日再築された。1983年（昭和58年）に大音楽堂とともに建て替えられた（北緯35度40分26.2秒 東経139度45分25.2秒 / 北緯35.673944度 東経139.757000度）。
客席数は1,000。最大の特徴は全ての催事が無料であることで、小音楽堂の利用条件は「一般に開放する無料コンサートのみ」となっている。
警視庁音楽隊・東京消防庁音楽隊などの演奏が行われる。

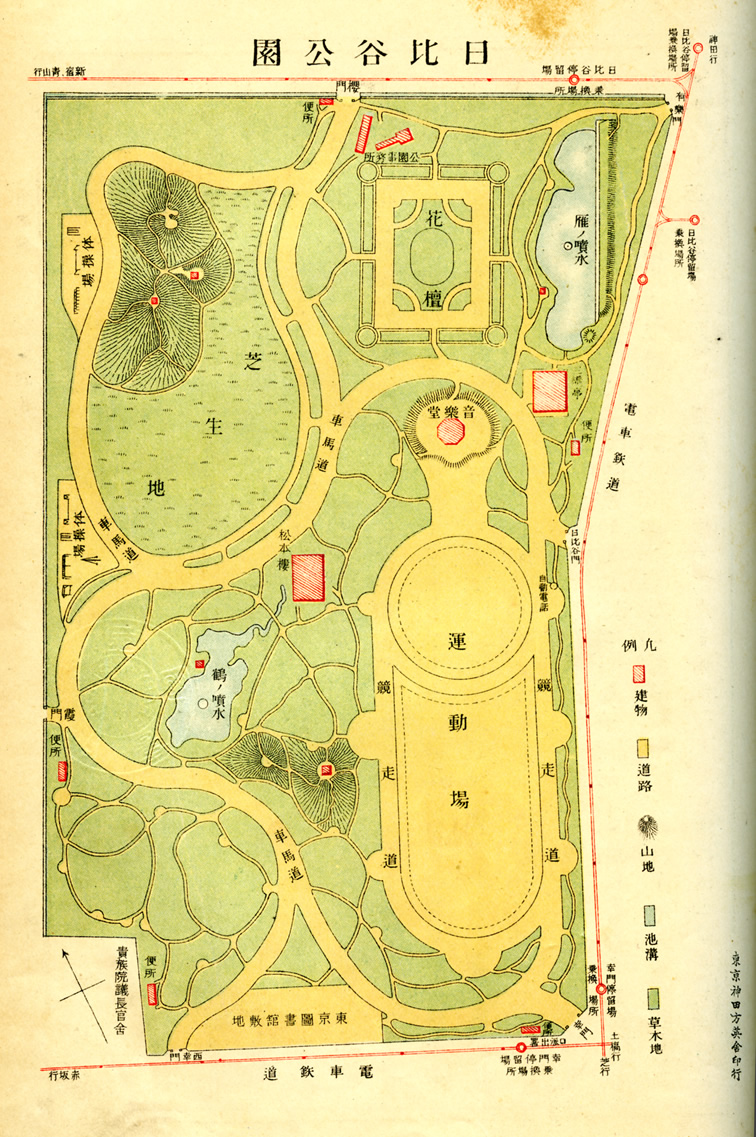
1907年（明治40年）発行の案内図 運動場の上の赤い八角形が音楽堂（後の小音楽堂）。
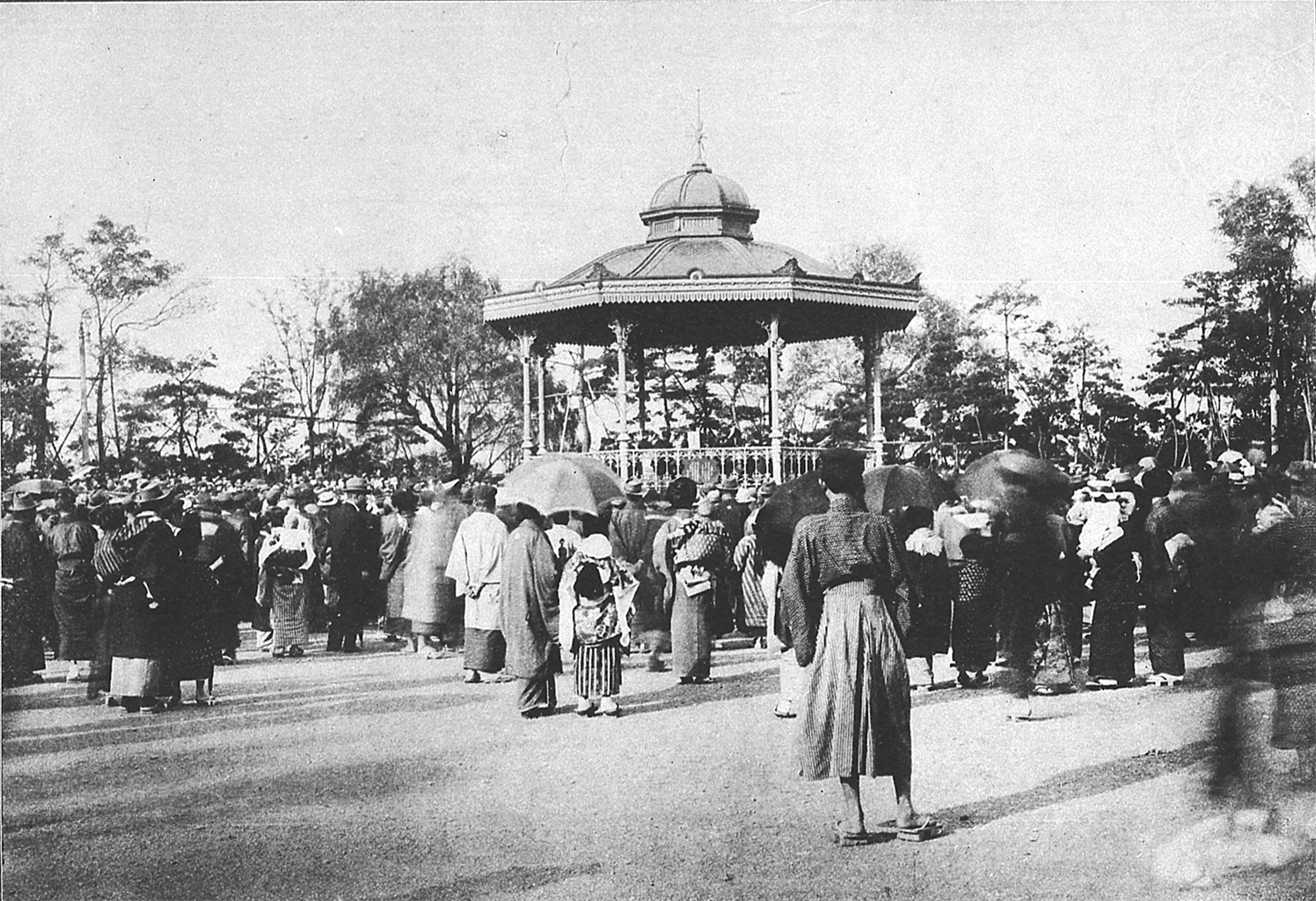
1909年（明治42年）頃の小音楽堂。
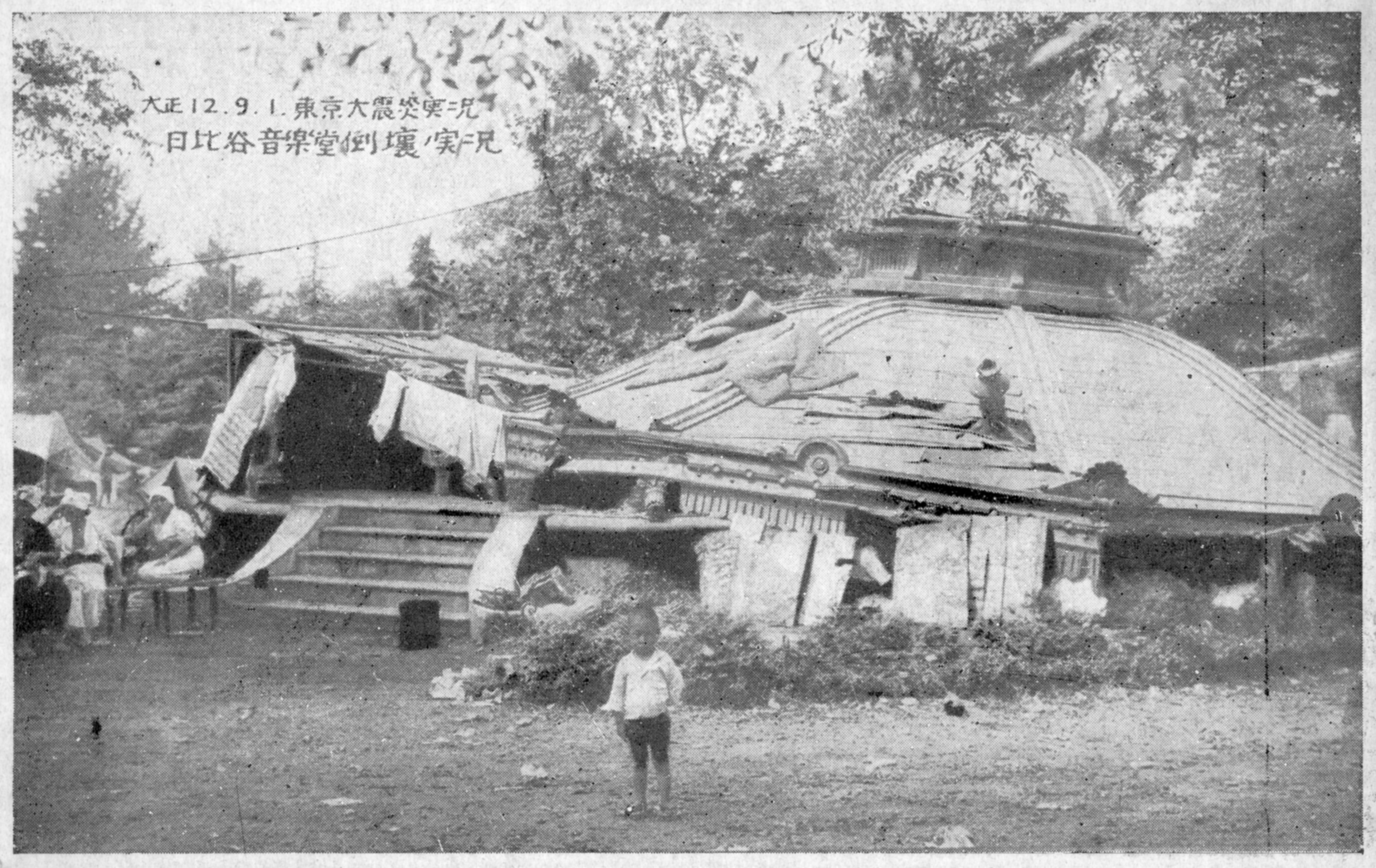
1923年、関東大震災で倒壊した音楽堂。避難者やその洗濯物も見える。
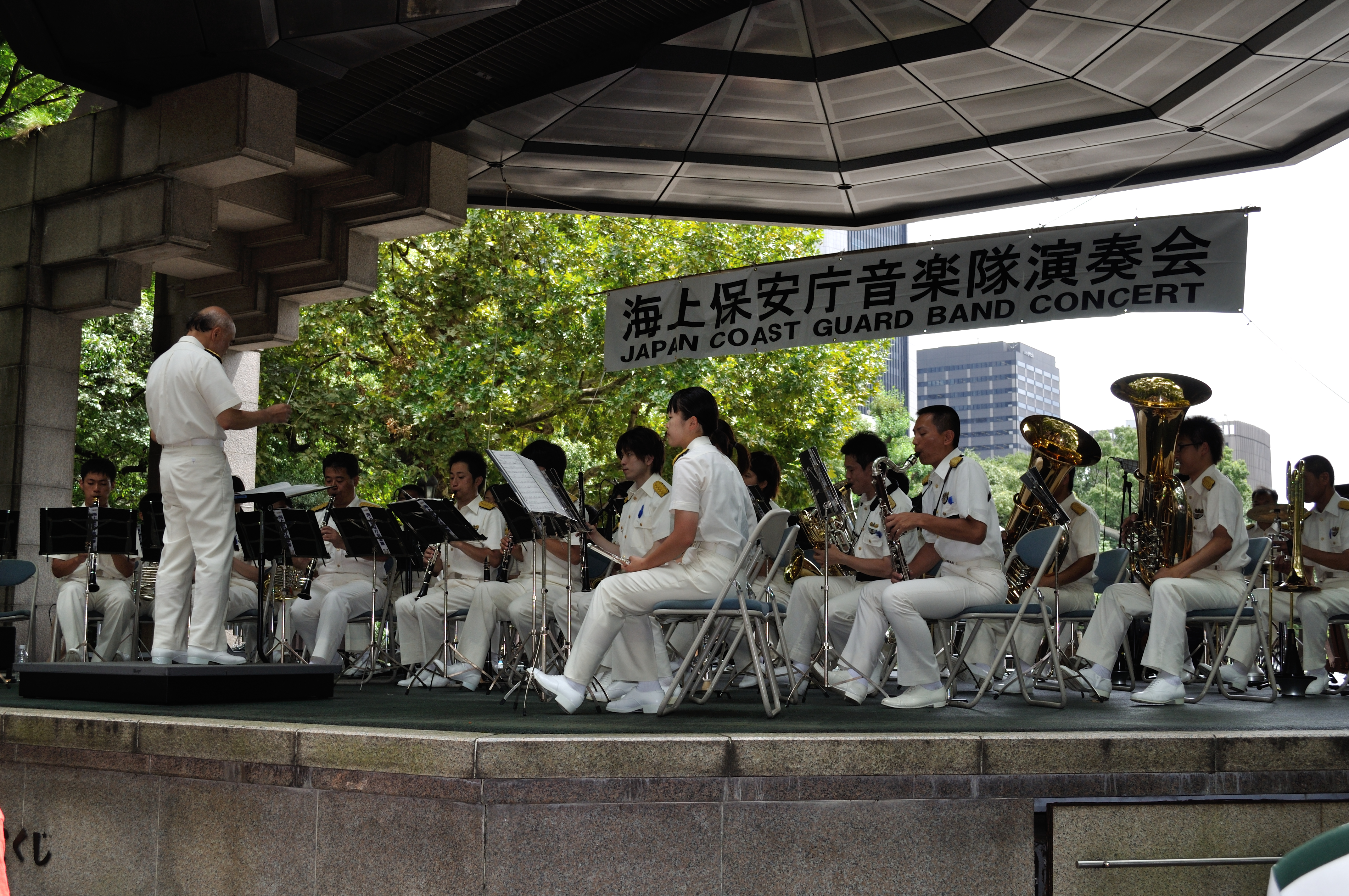
海上保安庁音楽隊の演奏（2009年）。
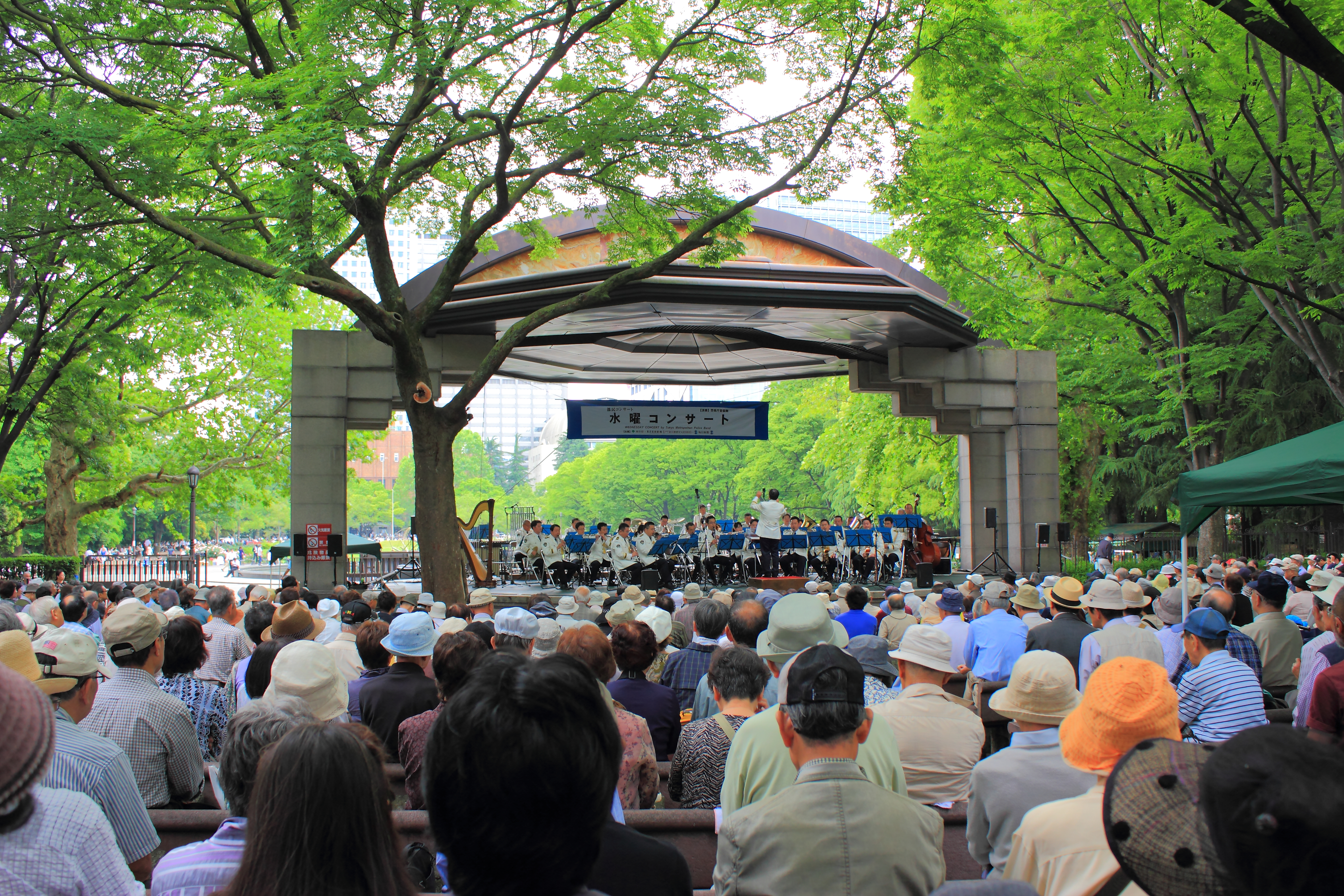
警視庁水曜コンサート（2012年）。